# European Athlete of the Year Trophy

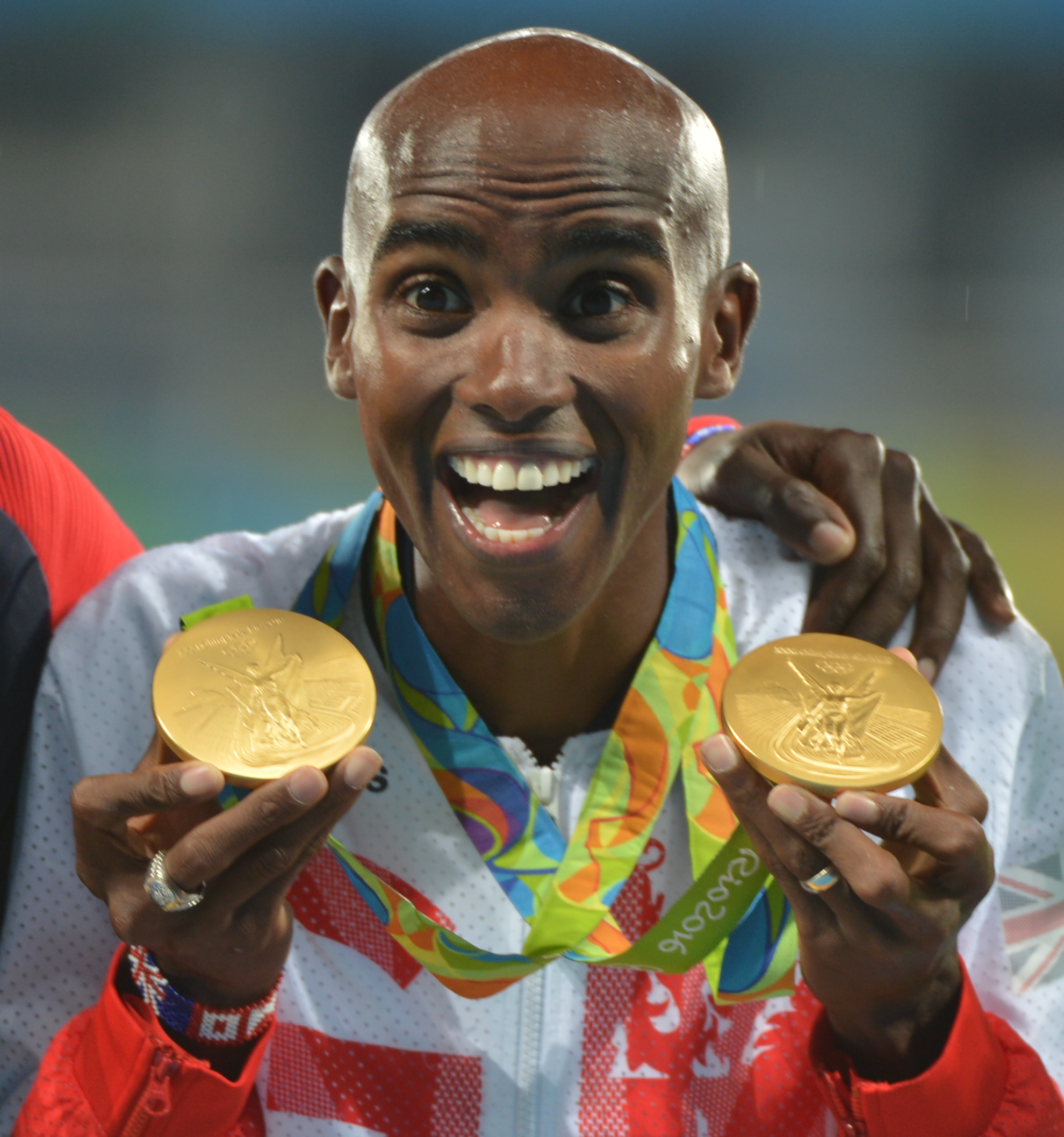
Biegacz długodystansowy Mo Farah jest jedynym sportowcem, który trzykrotnie zdobył nagrodę główną – w latach 2011, 2012 i 2016.

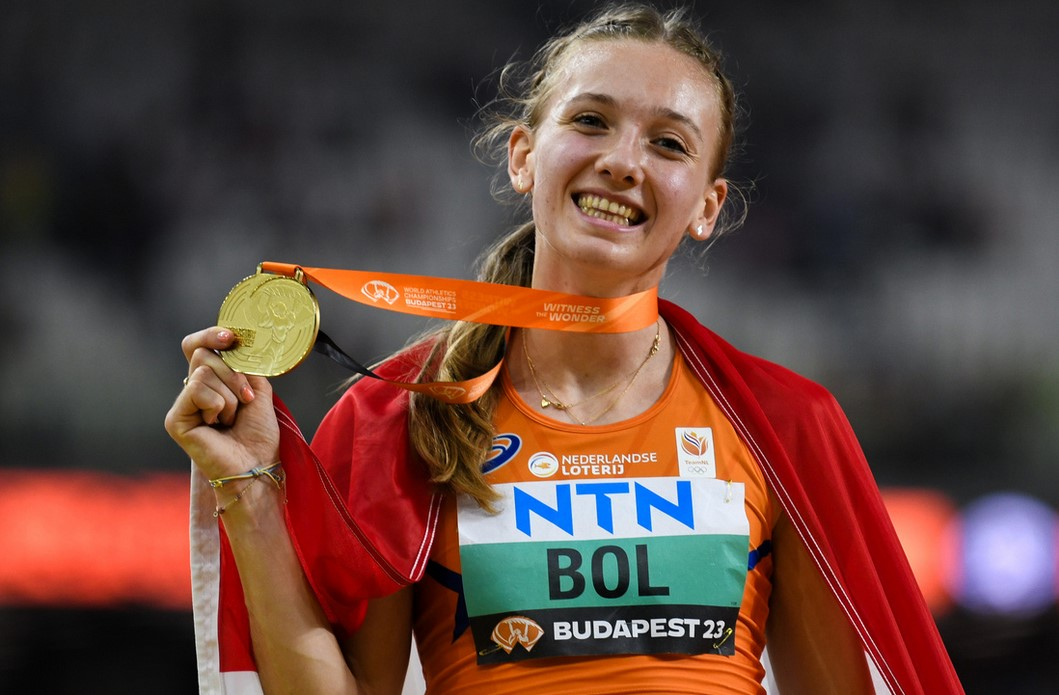
Biegaczka Femke Bol została wschodzącą gwiazdą roku kobiet w 2021 r. oraz lekkoatletką roku w latach 2022 i 2023.

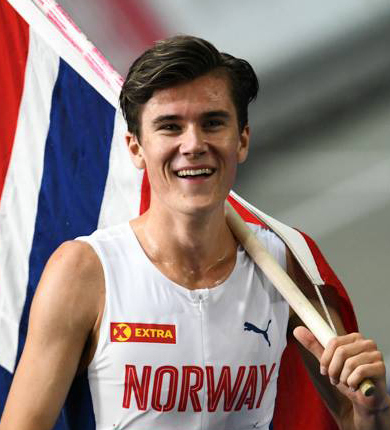
Biegacz średnio- i długodystansowy Jakob Ingebrigtsen został wschodzącą gwiazdą roku mężczyzn w 2018 r. oraz lekkoatletą roku w latach 2022 i 2023.

European Athlete of the Year Trophy (pl. Nagroda – Europejski Lekkoatleta Roku) – coroczna nagroda przyznawana przez European Athletics najlepszemu lekkoatlecie i lekkoatletce Europy. Pierwszy raz plebiscyt zorganizowano w 1993. Od 2007 wprowadzono dodatkową kategorię, w której nagradzana jest wschodząca gwiazda europejskiej lekkoatletyki (European Athletics Rising Star). Dotychczas głosowania nie wygrał żaden Polak (w 2003 r. niewiele do zwycięstwa zabrakło Robertowi Korzeniowskiemu – polski chodziarz zajął 2. miejsce).

## Zwycięzcy

### Konkurs główny
| Rok  | Mężczyźni                           | Kobiety               |
| ---- | ----------------------------------- | --------------------- |
| 1993 | Linford Christie                    | Sally Gunnell         |
| 1994 | Colin Jackson                       | Irina Priwałowa       |
| 1995 | Jonathan Edwards                    | Sonia O’Sullivan      |
| 1996 | Jan Železný                         | Swietłana Mastierkowa |
| 1997 | Wilson Kipketer                     | Astrid Kumbernuss     |
| 1998 | Jonathan Edwards (2)                | Christine Arron       |
| 1999 | Tomáš Dvořák                        | Gabriela Szabó        |
| 2000 | Jan Železný (2)                     | Trine Hattestad       |
| 2001 | André Bucher                        | Stephanie Graf        |
| 2002 | Dwain Chambers                      | Süreyya Ayhan         |
| 2003 | Christian Olsson                    | Carolina Klüft        |
| 2004 | Christian Olsson (2)                | Kelly Holmes          |
| 2005 | Virgilijus Alekna                   | Jelena Isinbajewa     |
| 2006 | Francis Obikwelu                    | Carolina Klüft (2)    |
| 2007 | Tero Pitkämäki                      | Blanka Vlašić         |
| 2008 | Andreas Thorkildsen                 | Jelena Isinbajewa (2) |
| 2009 | Phillips Idowu                      | Marta Domínguez       |
| 2010 | Christophe Lemaitre                 | Blanka Vlašić (2)     |
| 2011 | Mohamed Farah                       | Marija Sawinowa       |
| 2012 | Mohamed Farah (2)                   | Jessica Ennis         |
| 2013 | Bohdan Bondarenko                   | Zuzana Hejnová        |
| 2014 | Renaud Lavillenie                   | Dafne Schippers       |
| 2015 | Greg Rutherford                     | Dafne Schippers (2)   |
| 2016 | Mo Farah (3)                        | Ruth Beitia           |
| 2017 | Johannes Vetter                     | Katerina Stefanidi    |
| 2018 | Kévin Mayer                         | Dina Asher-Smith      |
| 2019 | Karsten Warholm                     | Marija Łasickienie    |
| 2020 | nie przyznano                       | nie przyznano         |
| 2021 | Karsten Warholm (2)                 | Sifan Hassan          |
| 2022 | Armand Duplantis Jakob Ingebrigtsen | Femke Bol             |
| 2023 | Jakob Ingebrigtsen (2)              | Femke Bol (2)         |
| 2024 | Armand Duplantis (2)                | Jarosława Mahuczich   |

### Wschodząca gwiazda
| Rok  | Mężczyźni                           | Kobiety                   |
| ---- | ----------------------------------- | ------------------------- |
| 2007 | Andrew Howe                         | Jessica Ennis             |
| 2008 | Raphael Holzdeppe                   | Stephanie Twell           |
| 2009 | Christophe Lemaitre                 | Karoline Bjerkeli Grøvdal |
| 2010 | Teddy Tamgho                        | Sandra Perković           |
| 2011 | David Storl                         | Jodie Williams            |
| 2012 | Pavel Maslák                        | Angelica Bengtsson        |
| 2013 | Emir Bekrić                         | Aníta Hinriksdóttir       |
| 2014 | Adam Gemili                         | Mariya Kuchina            |
| 2015 | Konrad Bukowiecki                   | Noemi Zbären              |
| 2016 | Max Heß                             | Nafissatou Thiam          |
| 2017 | Karsten Warholm                     | Julija Łewczenko          |
| 2018 | Armand Duplantis Jakob Ingebrigtsen | Elwira Hierman            |
| 2019 | Niklas Kaul                         | Jarosława Mahuczich       |
| 2020 | nie przyznano                       | nie przyznano             |
| 2021 | Sasha Zhoya                         | Femke Bol                 |
| 2022 | Mykolas Alekna                      | Elina Dzenggo             |
| 2023 | Mattia Furlani                      | Angelina Topić            |
| 2024 | Niels Laros                         | Adriana Vilagoš           |